# 恰霍爾 (烏克蘭)
48°14′28″N 25°59′13″E / 48.24111°N 25.98694°E
恰霍爾（烏克蘭語：Чагор）是位於烏克蘭西南部的村莊，由切爾諾夫策州切爾諾夫策區的恰霍爾市鎮負責管轄。該村海拔高度186米，2001年人口4,264，該村落89%居民使用烏克蘭語。